# Soisy-sur-Seine
Pour les articles homonymes, voir Soisy.
Soisy-sur-Seine (prononcé [swazi syʁ sɛn] ) est une commune française située à vingt-quatre kilomètres au sud-est de Paris dans le département de l'Essonne en région Île-de-France.
La commune est péri-urbaine[précision nécessaire]  et se situe proche des voies de communication départementales et nationales (la D448, la nationale 6 au nord et la nationale 7 au sud), au sein du Bassin parisien et à vingt-cinq kilomètres au sud-est de Paris. Au dernier recensement de 2012, la commune comptait 6 795 habitants.
Ses habitants sont appelés les Soiséens.

## Géographie

### Localisation
Soisy-sur-Seine est nichée au milieu de la verdure, entre la Seine et la forêt de Sénart.
Située sur la rive droite de la Seine, elle est un peu en amont de Draveil, face à Évry-Courcouronnes et Ris-Orangis.
Soisy-sur-Seine est située à vingt-cinq kilomètres au sud-ouest de Paris-Notre-Dame, point zéro des routes de France, un kilomètre à l'est d'Évry-Courcouronnes, quatre kilomètres au nord de Corbeil-Essonnes, treize kilomètres à l'est de Montlhéry, seize kilomètres au nord-est d'Arpajon, dix-sept kilomètres au sud-est de Palaiseau, dix-neuf kilomètres au nord-est de La Ferté-Alais, vingt-sept kilomètres au nord de Milly-la-Forêt, trente-deux kilomètres au nord-est d'Étampes, trente-cinq kilomètres au nord-est de Dourdan.

### Hydrographie
La Seine délimite l'ouest du territoire de la commune.

### Relief et géologie
La ville se situe dans le Bassin parisien et entouré à l'ouest et au sud par la Seine et au nord et à l'est par la forêt de Sénart. La superficie de Soisy-sur-Seine est de 856 hectares ; son altitude varie entre 35 et 85 mètres.

### Climat
Pour des articles plus généraux, voir Climat de l'Île-de-France et Climat de l'Essonne.
En 2010, le climat de la commune est de type climat océanique dégradé des plaines du Centre et du Nord, selon une étude du CNRS s'appuyant sur une série de données couvrant la période 1971-2000. En 2020, Météo-France publie une typologie des climats de la France métropolitaine dans laquelle la commune est exposée à un climat océanique altéré et est dans la région climatique  Sud-ouest du bassin Parisien, caractérisée par une faible pluviométrie, notamment au printemps (120 à 150 mm) et un hiver froid (3,5 °C). 
Pour la période 1971-2000, la température annuelle moyenne est de 11,6 °C, avec une amplitude thermique annuelle de 15,3 °C. Le cumul annuel moyen de précipitations est de 676 mm, avec 11,2 jours de précipitations en janvier et 7,6 jours en juillet. Pour la période 1991-2020, la température moyenne annuelle observée sur la station météorologique la plus proche, située sur la commune d'Athis-Mons à 8 km à vol d'oiseau, est de 12,1 °C et le cumul annuel moyen de précipitations est de 622,2 mm,. Pour l'avenir, les paramètres climatiques de la commune estimés pour 2050 selon différents scénarios d'émission de gaz à effet de serre sont consultables sur un site dédié publié par Météo-France en novembre 2022.

### Voies de communication et transports
La commune est desservie par le réseau de bus du réseau de bus Évry Centre Essonne avec les lignes 403 & 453 vers les gares de la commune d’Évry-Courcouronnes (dont il existe une correspondance avec la ligne RER D : Evry Val de Seine et Grand Bourg) et la ligne 305 du même réseau vers Juvisy-sur-Orge et Corbeil-Essonnes.

## Urbanisme

### Typologie
Au 1er janvier 2024, Soisy-sur-Seine est catégorisée grand centre urbain, selon la nouvelle grille communale de densité à sept niveaux définie par l'Insee en 2022.
Elle appartient à l'unité urbaine de Paris, une agglomération inter-départementale regroupant 407  communes, dont elle est une commune de la banlieue,,. Par ailleurs la commune fait partie de l'aire d'attraction de Paris, dont elle est une commune du pôle principal,. Cette aire regroupe 1 929 communes,.

### Morphologie urbaine
L'espace urbain construit au sein de la commune, sont essentiellement des maisons et des lotissements.
| Type d’occupation           | Pourcentage | Superficie (en hectares) |
| --------------------------- | ----------- | ------------------------ |
| Espace urbain construit     | 21,5 %      | 186,26                   |
| Espace urbain non construit | 7,0 %       | 60,95                    |
| Espace rural                | 71,5 %      | 618,70                   |
| Source : Iaurif             |             |                          |

## Toponymie
Attestée sous le nom Soiziacum, Soseium, Saciacum ad Estivellum.
Le nom de la commune provient de la présence sur le site de la villa d'un général romain nommé Sosius qui donna Sociacum. En 1742, le lieu fut nommé Soisy-sous-Étiolles, la commune fut créée en 1793 avec ce nom, porta provisoirement le nom révolutionnaire le nom de Soisy-Marat et devint en 1934 Soisy-sur-Seine.

## Histoire
Autrefois[Quand ?], l’artisanat et la petite culture retenaient tous les habitants sur le sol soiséen. Ils étaient jardiniers, cultivateurs et vignerons.
Aux XVIIIe et XIXe siècles, une soixantaine de vignerons produisait un vin “léger et fin” sur plus de 40 hectares de vigne. Puis, l’extraction de la pierre meulière attira une main d’œuvre extérieure.
La population est passée de 121 habitants en 1644 à 1 534 en 1896. Le recensement de 1999 comptait 7 220 Soiséens (7 308 au recensement de 2008).
La commune, depuis 1996 a été membre de la communauté de communes de Corbeil-Essonnes et du Coudray-Montceaux jusqu'à la création, le 19 décembre 2002, de la communauté d'agglomération Seine-Essonne.

## Politique et administration

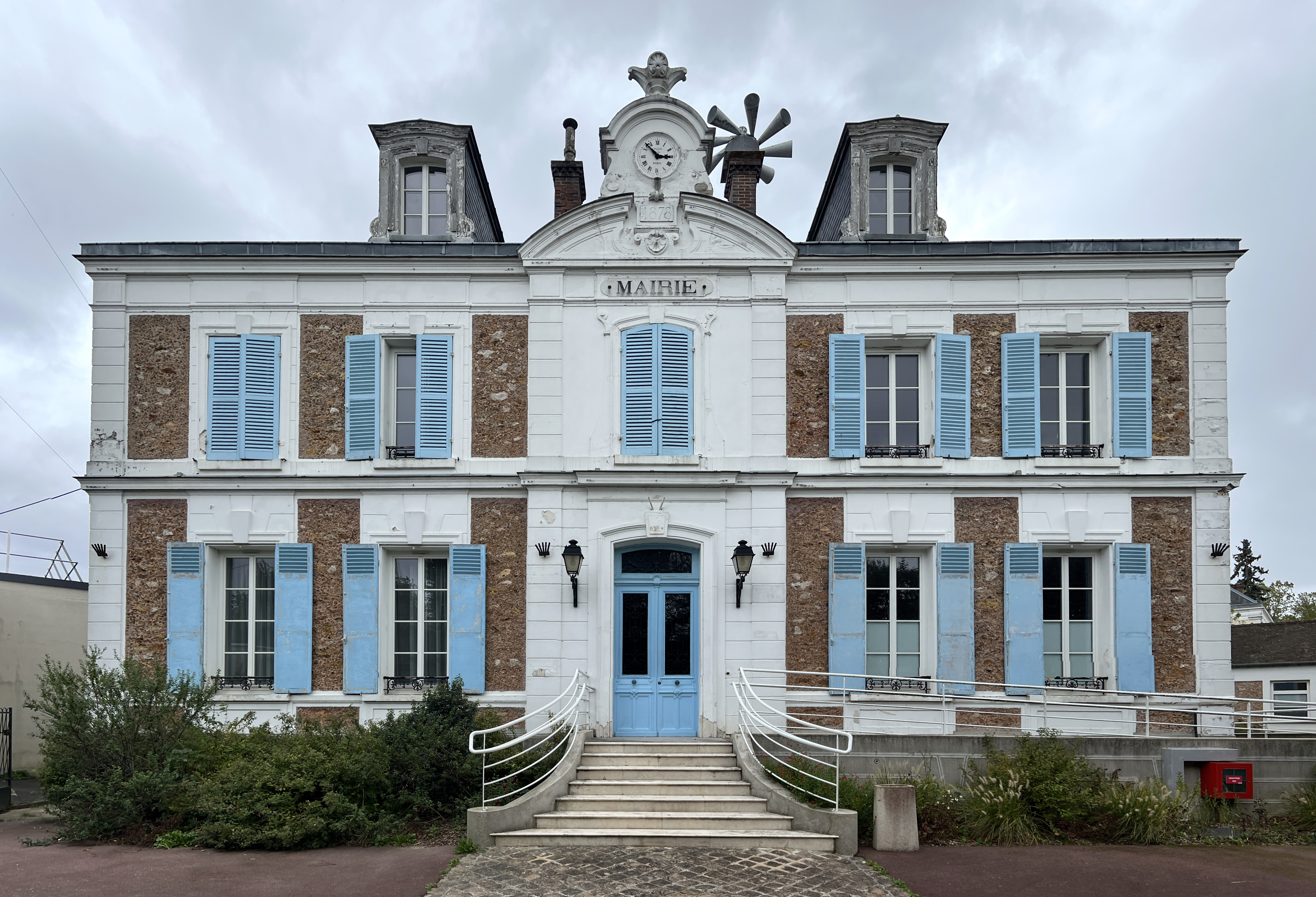
L'ancienne mairie.

### Politique locale
La commune de Soisy-sur-Seine est rattachée au canton de Draveil, représenté par les conseillers départementaux Aurélie Gros (DVD) et Georges Tron (LR), à l'arrondissement d’Évry et à la neuvième circonscription de l'Essonne, représentée par la députée Marie Guévenoux (LREM).
L'Insee attribue à la commune le code 91 2 32 600. La commune de Soisy-sur-Seine est enregistrée au répertoire des entreprises sous le code SIREN 219 106 002. Son activité est enregistrée sous le code APE 8411Z.

### Tendances et résultats politiques
Élections présidentielles, résultats des deuxièmes tours :
- Élection présidentielle de 2002 : 86,17 % pour Jacques Chirac (RPR), 13,83 % pour Jean-Marie Le Pen (FN), 82,91 % de participation[36].
- Élection présidentielle de 2007 : 62,13 % pour Nicolas Sarkozy (UMP), 37,87 % pour Ségolène Royal (PS), 88,52 % de participation[37].
- Élection présidentielle de 2012 : 58,31 % pour Nicolas Sarkozy (UMP), 41,69 % pour François Hollande (PS), 83,23 % de participation[38].
- Élection présidentielle de 2017 : 77,56 % pour Emmanuel Macron (LREM), 22,44 % pour Marine Le Pen (FN), 75,91 % de participation.

Élections législatives, résultats des deuxièmes tours :
- Élections législatives de 2002 : 66,27 % pour Georges Tron (UMP), 33,73 % pour Florence Léon-Ploquin (PS), 64,66 % de participation[39].
- Élections législatives de 2007 : 62,33 % pour Georges Tron (UMP), 37,67 % pour Thierry Mandon (PS), 62,79 % de participation[40].
- Élections législatives de 2012 : 50,54 % pour Thierry Mandon (PS), 49,46 % pour Georges Tron (UMP), 57,24 % de participation[41].
- Élections législatives de 2017 : 58,96 % pour Marie Guévenoux (LREM), 41,04 % pour Véronique Carantois (LR), 47,15 % de participation.

Élections européennes, résultats des deux meilleurs scores :
- Élections européennes de 2004 : 22,12 % pour Patrick Gaubert (UMP), 21,96 % pour Harlem Désir (PS), 52,43 % de participation[42].
- Élections européennes de 2009 : 34,25 % pour Michel Barnier (UMP), 21,55 % pour Daniel Cohn-Bendit (Europe Écologie), 49,74 % de participation[43].
- Élections européennes de 2014 : 24,48 % pour Alain Lamassoure (UMP), 18,96 % pour Aymeric Chauprade (FN), 50,16 % de participation[44].
- Élections européennes de 2019 : 31,36 % pour Nathalie Loiseau (LREM), 17,24 % pour Yannick Jadot (EELV), 59,98 % de participation.

Élections régionales, résultats des deux meilleurs scores :
- Élections régionales de 2004 : 51,48 % pour Jean-François Copé (UMP), 39,95 % pour Jean-Paul Huchon (PS), 71,08 % de participation[45].
- Élections régionales de 2010 : 53,09 % pour Valérie Pécresse (UMP), 46,91 % pour Jean-Paul Huchon (PS), 52,72 % de participation[46].
- Élections régionales de 2015 : 50,47 % pour Valérie Pécresse (LR), 35,52 % pour Claude Bartolone (PS), 60,19 % de participation.

Élections cantonales et départementales, résultats des deuxièmes tours :
- Élections cantonales de 2001 : données manquantes.
- Élections cantonales de 2008 : 45,12 % pour François Fuseau (UMP), 32,06 % pour Romain Desforges (PS), 66,25 % de participation[47].
- Élections départementales de 2015 : 57,01 % pour Aurélie Gros et Georges Tron (UMP), 42,99 % pour Rachida Ferhat (PS) et Jean-Marc Pasquet (EELV), 49,19 % de participation.

Élections municipales, résultats des deuxièmes tours :
- Élections municipales de 2001 : données manquantes.
- Élections municipales de 2008 : 50,34 % pour Jean-Baptiste Rousseau (SE)[Note 4], 36,90 % pour Yves Robineau (DVD), 67,33 % de participation[48].
- Élections municipales de 2014 : 74,03 % pour Jean-Baptiste Rousseau (SE) élu au premier tour, 19,08 % pour Stéphane Faure (DVD), 6,87 % pour Michel Toulon (PS), 61,73 % de participation.
- Élections municipales de 2020 : 100,00 % pour Jean-Baptiste Rousseau (SE) élu au premier tour, 39,27 % de participation.

Référendums :
- Référendum de 2000 relatif au quinquennat présidentiel : 72,13 % pour le Oui, 27,87 % pour le Non, 34,34 % de participation[49].
- Référendum de 2005 relatif au traité établissant une Constitution pour l'Europe : 66,84 % pour le Oui, 33,16 % pour le Non, 77,84 % de participation[50].

### Enseignement
Les élèves de Soisy-sur-Seine sont rattachés à l'académie de Versailles. La commune dispose sur son territoire des écoles primaires des Donjons et des Meillottes et du collège de l'Ermitage.

### Santé
La commune dispose sur son territoire des établissements d'hébergement pour personnes âgées dépendantes des Tilleuls et des Hautes Futaies.
L'hôpital psychiatrique de l'Eau Vive est situé à Soisy-sur-Seine.

### Services publics
La commune dispose sur son territoire d'un centre de secours, d'une brigade de proximité de la gendarmerie nationale et de deux agences postales,.

### Jumelages
| Soisy-sur-Seine Ashbourne |

Soisy-sur-Seine a développé des associations de jumelage avec :
- Ashbourne[56].

## Population et société

### Démographie

#### Évolution démographique
L'évolution du nombre d'habitants est connue à travers les recensements de la population effectués dans la commune depuis 1793. Pour les communes de moins de 10 000 habitants, une enquête de recensement portant sur toute la population est réalisée tous les cinq ans, les populations de référence des années intermédiaires étant quant à elles estimées par interpolation ou extrapolation. Pour la commune, le premier recensement exhaustif entrant dans le cadre du nouveau dispositif a été réalisé en 2007.

En 2022, la commune comptait 7 370 habitants, en évolution de +4,17 % par rapport à 2016 (Essonne : +2,89 %, France hors Mayotte : +2,11 %).
| 1793 | 1800 | 1806 | 1821 | 1831 | 1836 | 1841 | 1846 | 1851 |
| ---- | ---- | ---- | ---- | ---- | ---- | ---- | ---- | ---- |
| 670  | 734  | 667  | 672  | 858  | 846  | 827  | 751  | 801  |

| 1856 | 1861 | 1866  | 1872 | 1876  | 1881  | 1886  | 1891  | 1896  |
| ---- | ---- | ----- | ---- | ----- | ----- | ----- | ----- | ----- |
| 829  | 987  | 1 059 | 930  | 1 007 | 1 102 | 1 426 | 1 533 | 1 537 |

| 1901  | 1906  | 1911  | 1921  | 1926  | 1931  | 1936  | 1946  | 1954  |
| ----- | ----- | ----- | ----- | ----- | ----- | ----- | ----- | ----- |
| 1 620 | 1 450 | 1 263 | 1 387 | 1 408 | 1 359 | 1 320 | 1 439 | 1 860 |

| 1962  | 1968  | 1975  | 1982  | 1990  | 1999  | 2006  | 2007  | 2012  |
| ----- | ----- | ----- | ----- | ----- | ----- | ----- | ----- | ----- |
| 2 092 | 2 405 | 3 459 | 6 201 | 7 145 | 7 072 | 7 191 | 7 200 | 6 795 |

| 2017  | 2022  | - | - | - | - | - | - | - |
| ----- | ----- | - | - | - | - | - | - | - |
| 7 154 | 7 370 | - | - | - | - | - | - | - |

#### Pyramide des âges
En 2018, le taux de personnes d'un âge inférieur à 30 ans s'élève à 32,5 %, soit en dessous de la moyenne départementale (39,9 %). À l'inverse, le taux de personnes d'âge supérieur à 60 ans est de 29,3 % la même année, alors qu'il est de 20,1 % au niveau départemental.
En 2018, la commune comptait 3 477 hommes pour 3 758 femmes, soit un taux de 51,94 % de femmes, légèrement supérieur au taux départemental (51,02 %).
Les pyramides des âges de la commune et du département s'établissent comme suit.
| Hommes | Classe d’âge | Femmes |
| ------ | ------------ | ------ |
| 0,7    | 90 ou +      | 2,0    |
| 8,7    | 75-89 ans    | 9,2    |
| 18,3   | 60-74 ans    | 19,7   |
| 21,3   | 45-59 ans    | 22,3   |
| 16,9   | 30-44 ans    | 15,7   |
| 16,5   | 15-29 ans    | 14,8   |
| 17,6   | 0-14 ans     | 16,3   |

| Hommes | Classe d’âge | Femmes |
| ------ | ------------ | ------ |
| 0,5    | 90 ou +      | 1,4    |
| 5,4    | 75-89 ans    | 7,2    |
| 12,9   | 60-74 ans    | 13,9   |
| 20     | 45-59 ans    | 19,4   |
| 19,9   | 30-44 ans    | 20,1   |
| 20     | 15-29 ans    | 18,2   |
| 21,3   | 0-14 ans     | 19,8   |

### Sports
La ville compte une vingtaine d'associations sportives.

### Lieux de culte

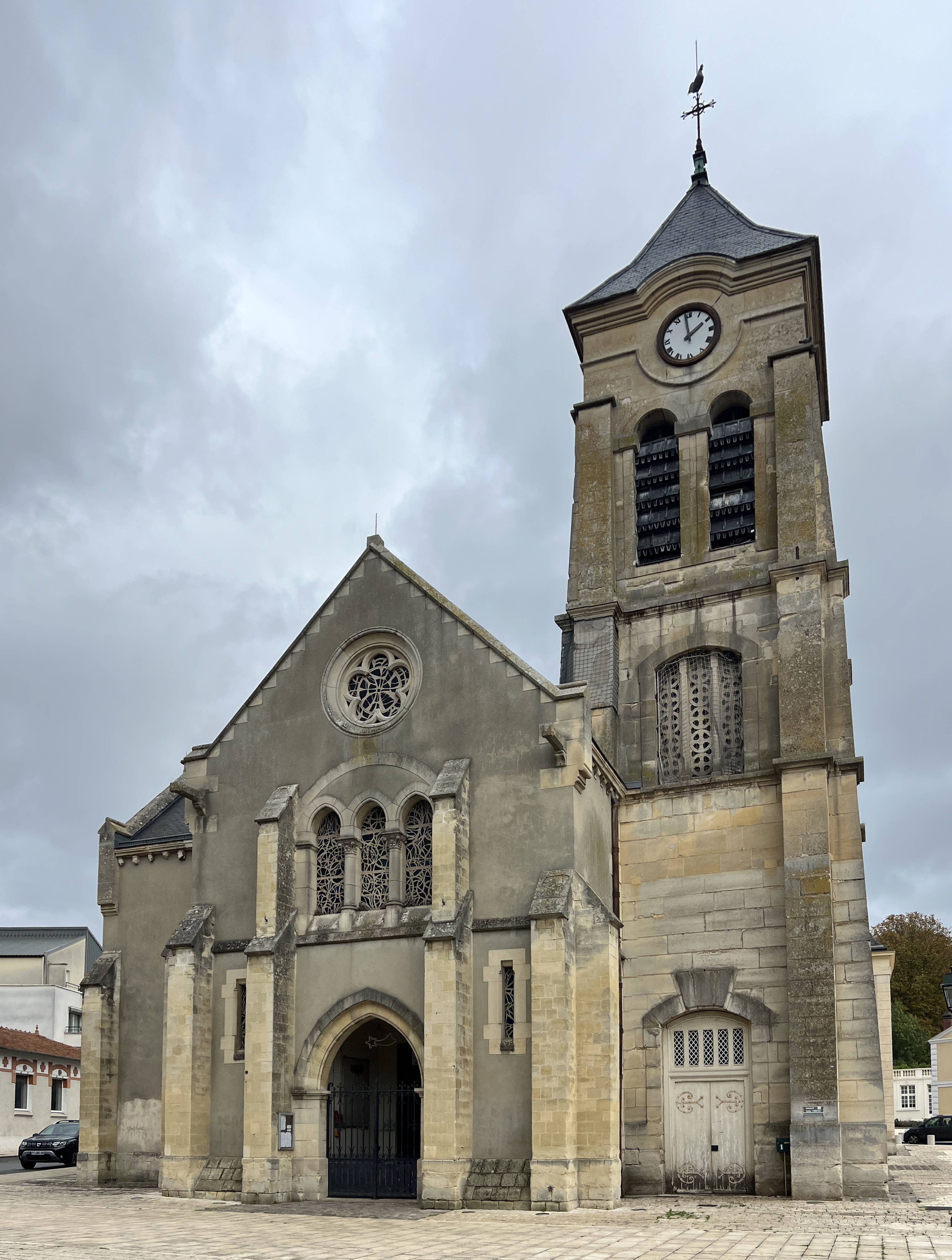
L'église Notre-Dame-de-l’Assomption.

La paroisse catholique de Soisy-sur-Seine est rattachée au secteur pastoral de Draveil et au diocèse d'Évry-Corbeil-Essonnes. Elle dispose de l'église Notre-Dame-de-l'Assomption.

### Médias
L'hebdomadaire Le Républicain relate les informations locales. La commune est en outre dans le bassin d'émission des chaînes de télévision France 3 Paris Île-de-France Centre, IDF1 et Téléssonne intégré à Télif.

## Économie

### Emplois, revenus et niveau de vie
En 2006, le revenu fiscal médian par ménage était de 28 577 €, ce qui plaçait la commune au 131e rang parmi les 30 687 communes de plus de cinquante ménages que compte le pays et au douzième rang départemental.
| Répartition des emplois par catégories socioprofessionnelles en 2006. |              |                                           |                                                   |                            |                          |                           |
|                                                                       | Agriculteurs | Artisans, commerçants, chefs d’entreprise | Cadres et professions intellectuelles supérieures | Professions intermédiaires | Employés                 | Ouvriers                  |
| Soisy-sur-Seine                                                       | 0,0 %        | 6,9 %                                     | 23,2 %                                            | 31,0 %                     | 30,4 %                   | 8,4 %                     |
| Zone d’emploi d’Évry                                                  | 0,3 %        | 4,0 %                                     | 20,2 %                                            | 29,6 %                     | 28,2 %                   | 17,7 %                    |
| Moyenne nationale                                                     | 2,2 %        | 6,0 %                                     | 15,4 %                                            | 24,6 %                     | 28,7 %                   | 23,2 %                    |
| Répartition des emplois par secteurs d’activités en 2006.             |              |                                           |                                                   |                            |                          |                           |
|                                                                       | Agriculture  | Industrie                                 | Construction                                      | Commerce                   | Services aux entreprises | Services aux particuliers |
| Soisy-sur-Seine                                                       | 0,3 %        | 2,5 %                                     | 5,4 %                                             | 8,0 %                      | 5,7 %                    | 8,4 %                     |
| Zone d’emploi d’Évry                                                  | 0,9 %        | 13,5 %                                    | 5,4 %                                             | 14,6 %                     | 16,2 %                   | 6,9 %                     |
| Moyenne nationale                                                     | 3,5 %        | 15,2 %                                    | 6,4 %                                             | 13,3 %                     | 13,3 %                   | 7,6 %                     |
| Sources : Insee,                                                      |              |                                           |                                                   |                            |                          |                           |

## Culture locale et patrimoine

### Patrimoine environnemental
Les berges de la Seine et la portion communale de la forêt de Sénart ont été recensés au titre des espaces naturels sensibles par le conseil départemental de l'Essonne.
La commune a été récompensée par deux fleurs au concours des villes et villages fleuris.

### Patrimoine architectural
- L'Office national des combattants et des victimes de guerre (ONAC) et son Ecole de Reconversion Professionnelle (en français : École de reconversion professionnelle), ancien château construit en brique et pierre, dont la partie centrale date de 1644. Cette demeure a notamment appartenu au général Leblond de Saint-Hilaire, militaire napoléonien inhumé au Panthéon.
- Château des Chenevières, du XVIIIe siècle, ancien centre de rééducation ADAPT (en français : LADAPT), acheté en 2009 par la commune de Soisy avec son parc de 4 ha (40 000 m2), situé en centre ville.
- Château du Grand Veneur (en français : Château du Grand-Veneur), propriété de la commune de Soisy[Laquelle ?], avec son parc à l'anglaise comportant grotte, pont, temple, obélisques, kiosque, bassins en eaux, aménagé au début du XIXe siècle pour Jacques Davelouis (1768-1831). Rénové par la communauté d’agglomération Seine Essonne (CASE) le château abrite aujourd’hui le pôle culturel municipal, comprenant médiathèque, conservatoire de musique et école d’arts plastiques. Des jeux ont été installés dans le parc.
- L’église Notre-Dame datant du XIIe siècle, serait le vestige d’un château démoli en 1874 et dont elle aurait été la chapelle. Elle fut, aux siècles suivants, agrandie et remaniée.
- La mairie actuelle, construite en 1878 en pierre meulière..[style à revoir]

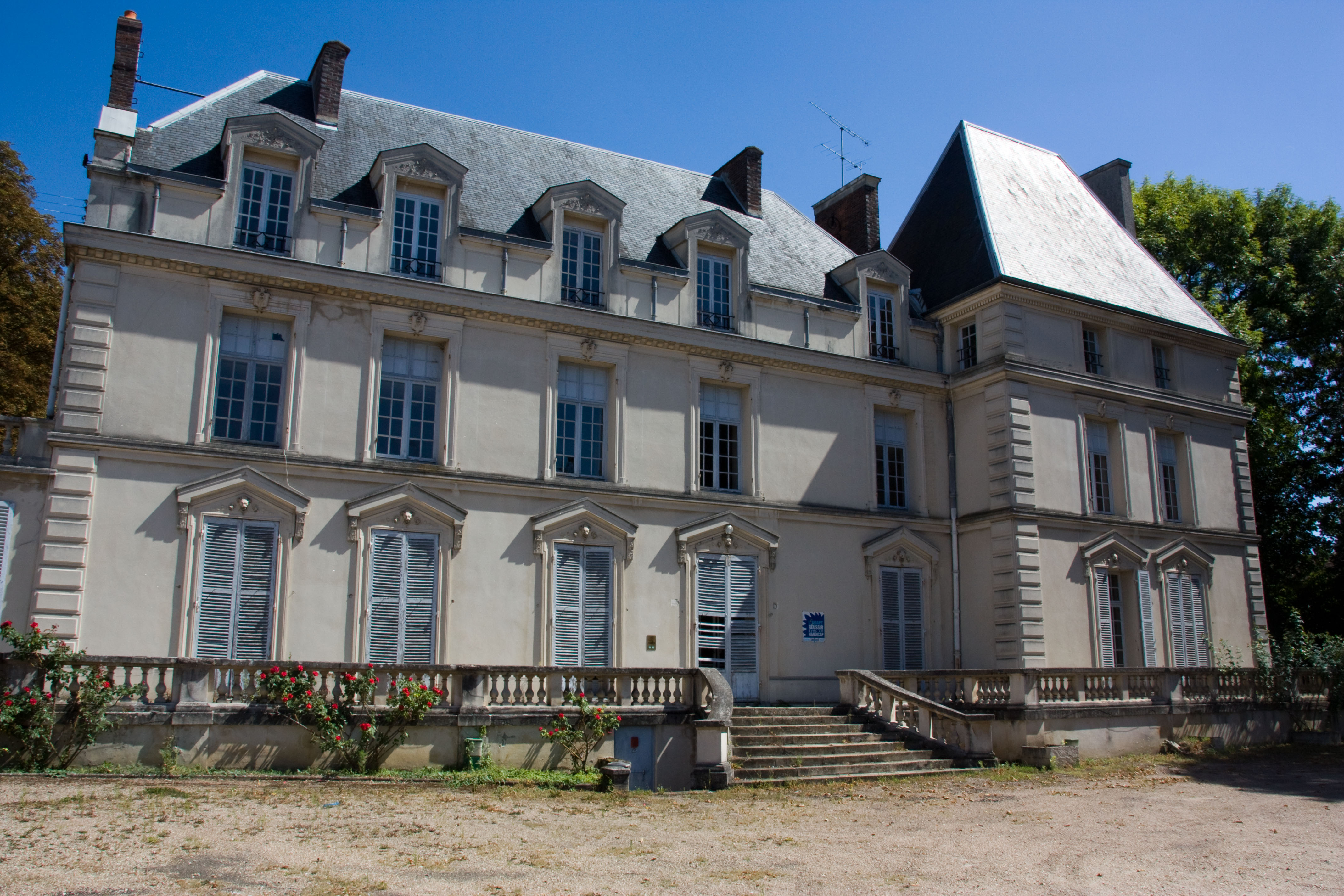
Le château de l'ADAPT.
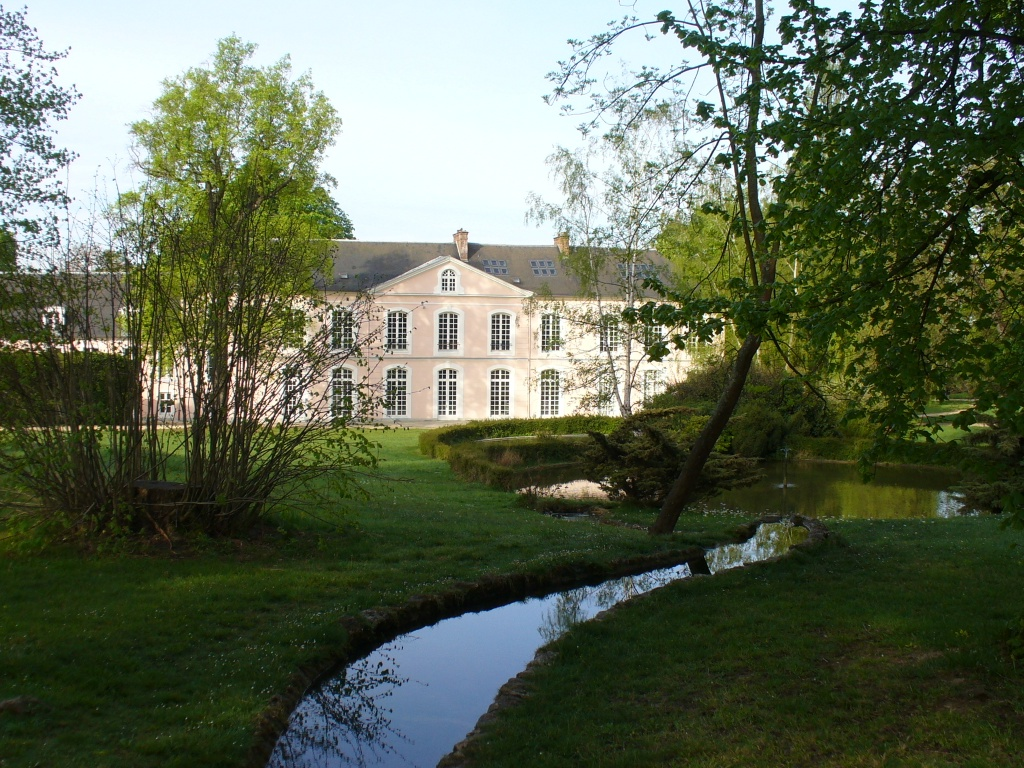
Le château du Grand-Veneur.
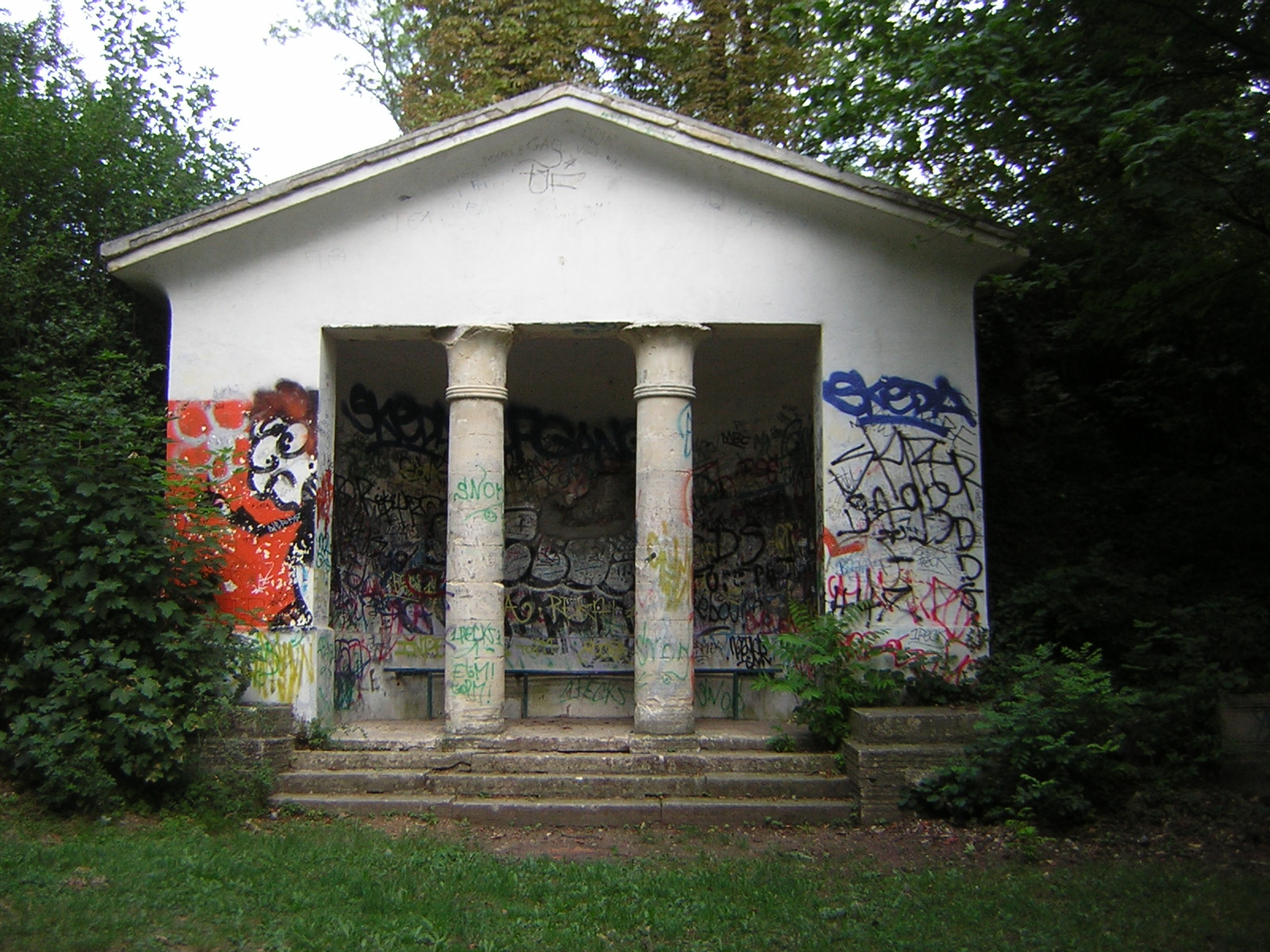
Le temple égyptien du parc du Grand-Veneur.
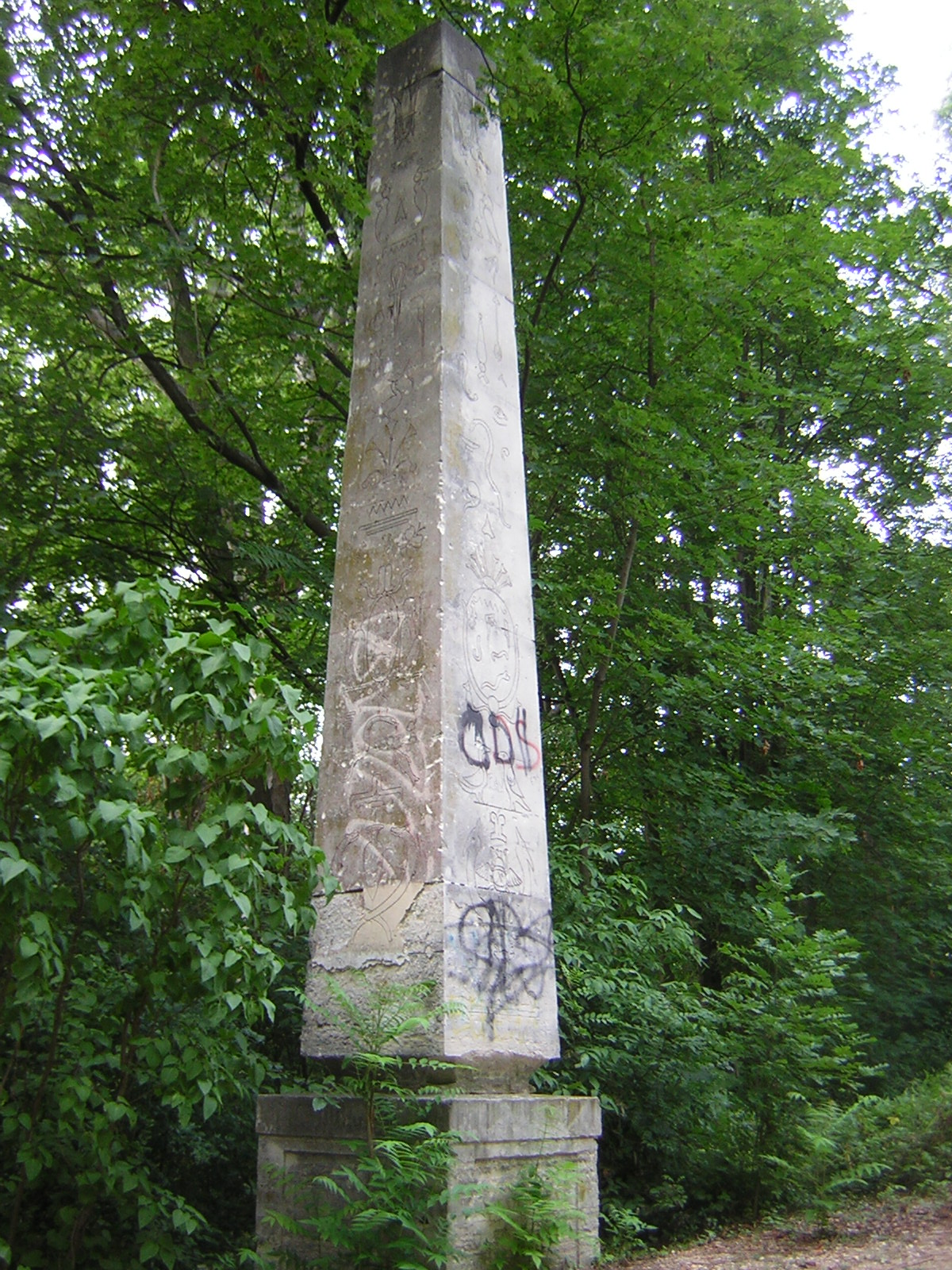
L'obélisque du parc du Grand-Veneur.

### Personnalités liées à la commune
Différents personnages publics sont nés, décédés ou ont vécu à Soisy-sur-Seine :
- Gilles Mallet († 1411), garde de la Libraire du Roy sous Charles V, fut seigneur de Soisy, et deux dalles gravées dans l'église le représentent avec sa famille.
- Louis Charles Vincent Le Blond de Saint-Hilaire (1766-1809), général de division y vécut.
- Noël François Bertrand (1784-1852) dessinateur et graveur français élève de David y est né.
- Alphonse Daudet (1840-1897), écrivain y vécut.
- Édouard Drumont (1844-1917), journaliste et écrivain y vécut.
- Pierre Curie (1859-1906) et Marie Curie (1867-1934), physiciens y vécurent.
- Marie-Dominique Chenu (1895-1990), dominicain, maître en théologie catholique y est né.
- Alfredo Stranieri (1956- ), tueur en série, surnommé « le tueur aux petites annonces », y vécut.
- Pascal Cervo (1977- ), acteur et cinéaste y a grandi.

### Héraldique
| Blason de Soisy-sur-Seine | Blason  | De sinople à trois chênes d’or, à la champagne d’argent chargée de cinq trangles ondées du champ, surchargées d’un poisson d’or ; sur le tout parti : d’hermines et de gueules.                                                     |
| Blason de Soisy-sur-Seine | Détails | L’écusson central est celui de la famille de Bailleul, marquis de Château-Gontier, seigneurs de Soisy de 1620 à 1737. Les chênes et le fond vert font référence à la forêt de Sénart, le poisson sur les ondes d'argent à la Seine. |

### Soisy-sur-Seine dans les arts et la culture
- Alphonse Daudet a écrit en 1895 l'ouvrage intitulé La Petite paroisse relatant la vie dans la commune.
- Soisy-sur-Seine a servi de lieu de tournage pour les films Denis de Catherine Corsini diffusé en 1998[70] et Monique : toujours contente de Valérie Guignabodet sorti en 2002[71].

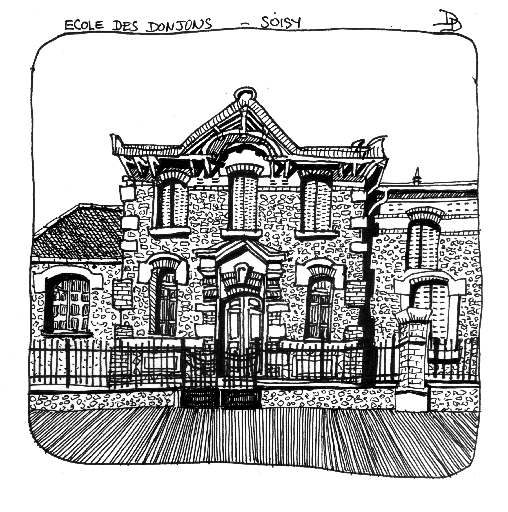
L'école des Donjons, rue des Écoles, en 2004.
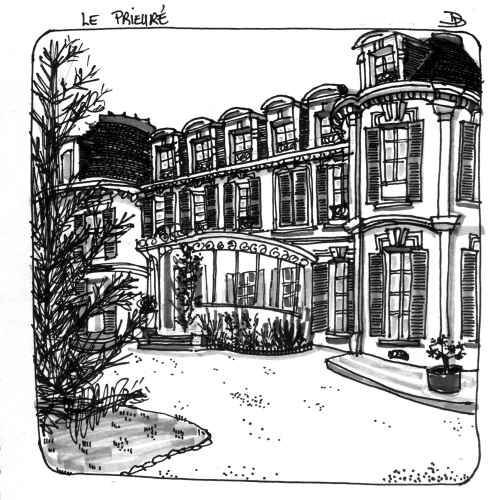
Le prieuré de la communauté bénédictine.
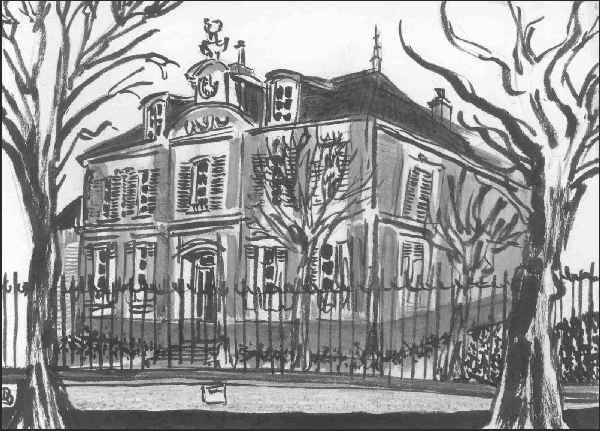
La mairie.
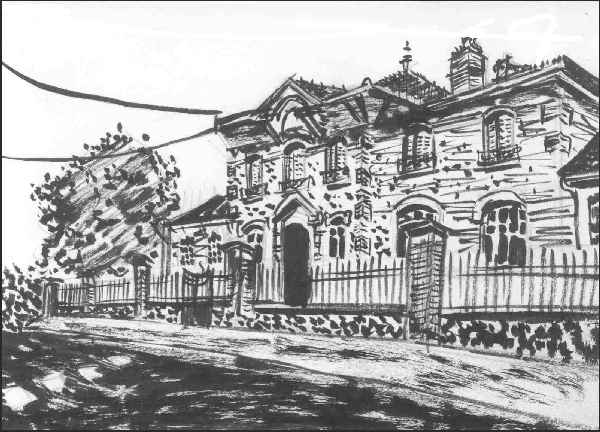
La rue des Écoles.
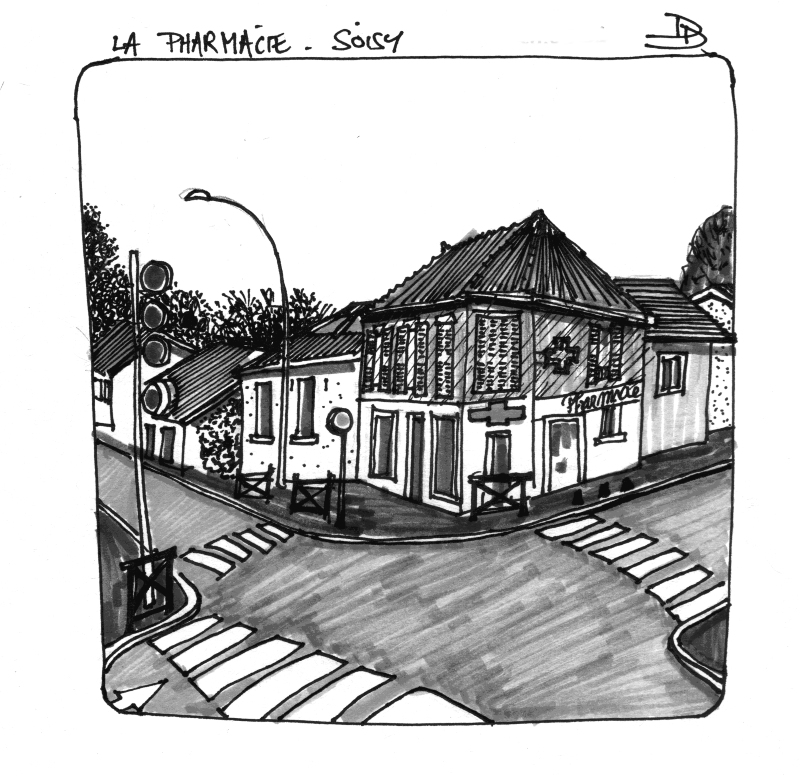
La pharmacie de Soisy en 2004.
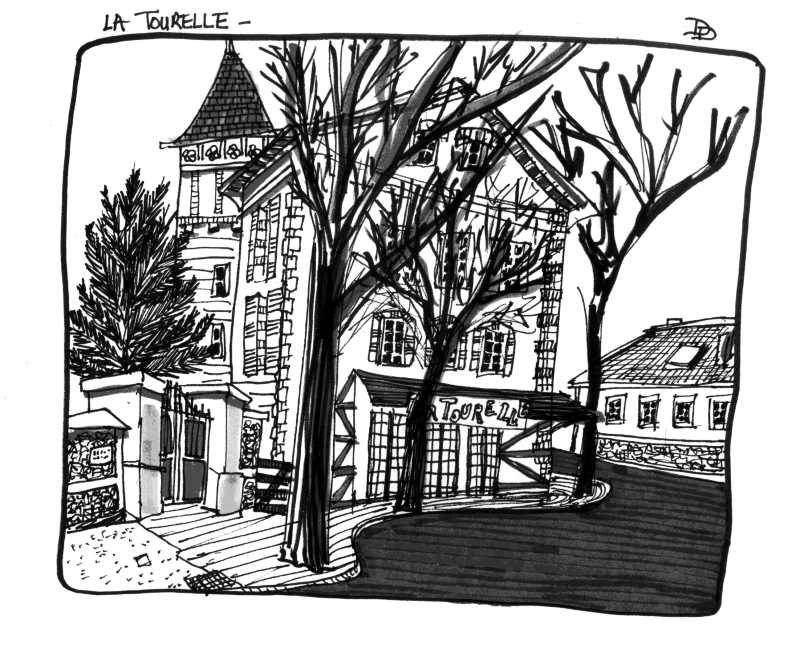
La tourelle en 2004.
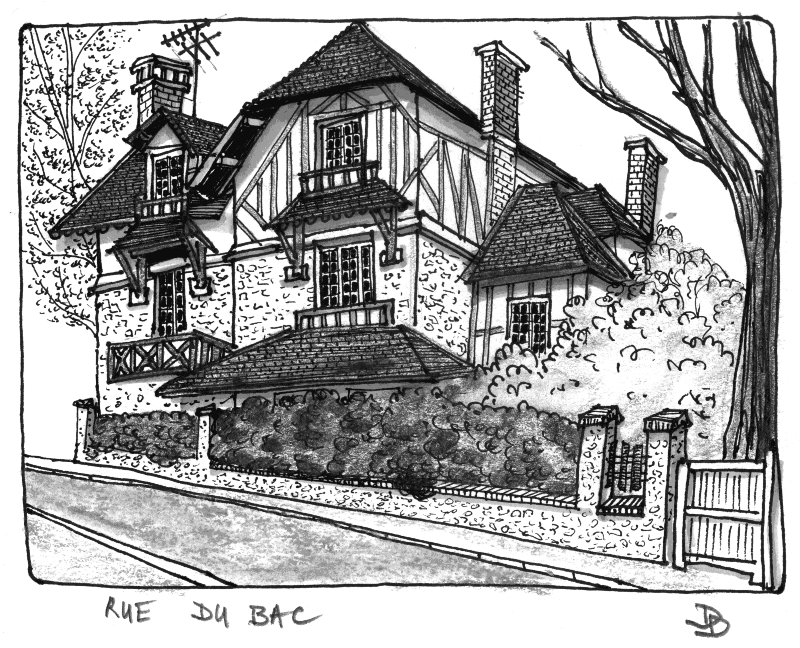
Une maison rue du Bac.
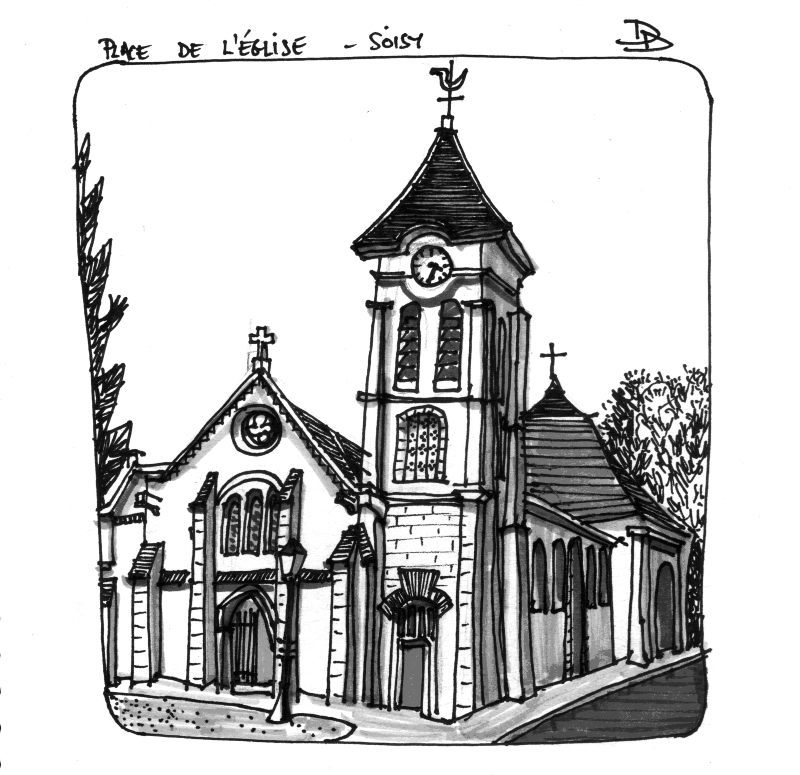
L'église de Soisy en 2003.
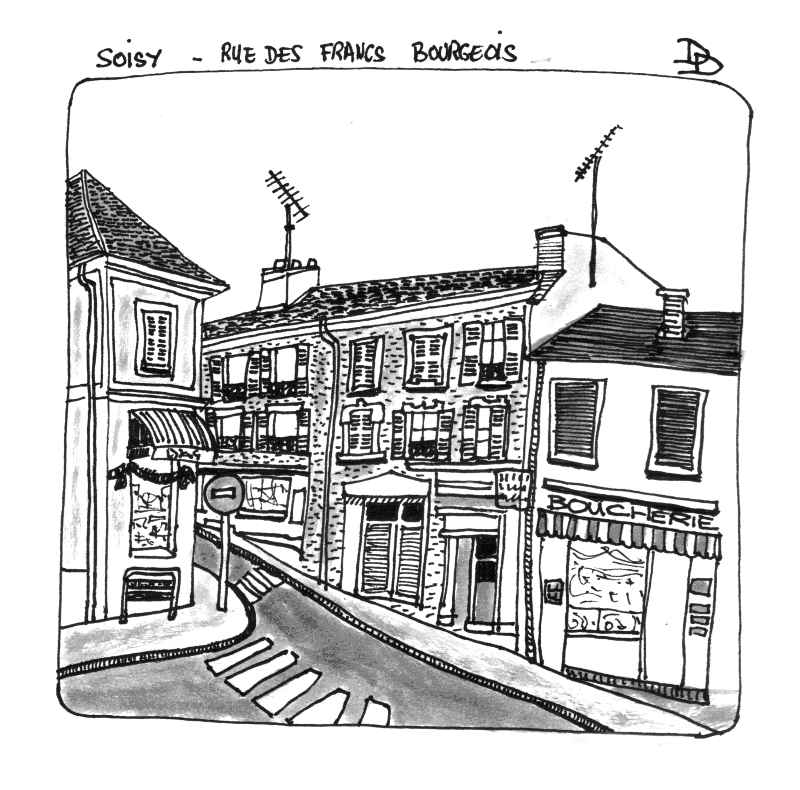
Angle de la rue des Francs-Bourgeois et de la rue du Grand-Veneur.